# Sherman Clark
Pour les articles homonymes, voir Clark.
Sherman Rockwell Clark, né le 16 novembre 1889 à Baltimore et mort le 8 novembre 1980 à Annapolis, est un rameur d'aviron américain.

## Palmarès

### Jeux olympiques
- 1920 à Anvers
  -  Médaille d'or en huit
  -  Médaille d'argent en quatre avec barreur